# Alejandro Rozitchner
Alejandro Rozitchner (1960, Buenos Aires) es un escritor argentino, hijo del  filósofo León Rozitchner. Se especializa en temas motivacionales y brinda cursos sobre el entusiasmo y la alegría. Fue asesor de Mauricio Macri, ex Presidente de la Nación Argentina. 

## Biografía
En 1976, siendo adolescente, acompaña a su padre a Venezuela, lugar donde aquel estuvo exiliado debido a su oposición a la dictadura que gobernó Argentina entre ese año y 1983.
En 1984 se gradúa de Licenciado en Filosofía en la Universidad Central de Venezuela.
A su regreso a la Argentina, en 1985, trabajó en televisión y se dedicó brevemente a la música. Aparece como bajista invitado en el primer disco de Illya Kuryaky and the Valderramas en 1991. En 1992, a la vez que daba clases en la Universidad de Buenos Aires editó su primer libro, Filosofía para chicos - Diario de una experiencia, el primero de varios trabajos basados en su experiencia docente. Integró, entre 1992 y 1996, el equipo de guionistas de El Palacio de la Risa, programa humorístico protagonizado por Antonio Gasalla Durante 2005 y 2006 participó en el programa Hora clave de Mariano Grondona. También participó como columnista en distintas épocas del programa radial “Cuál Es”, conducido por Mario Pergolini en la Rock & Pop. Escribió artículos de opinión en "Clarín", "La Nación", "Página 12", "El Cronista", "Diario Ciudadano" de Mendoza, "El Nacional" de Caracas, "Newsweek" de Argentina, y numerosas revistas, Al mismo tiempo se desarrolló como asesor de empresas y motivador y, con el tiempo centró su carrera en la psicología positiva, fundando el “Corporate Positive Games”, plataforma con la que ofrece servicios para desarrollar la “positividad” en las empresas por medio de la “creatividad” y “gamification”, que es el uso de juegos para potenciar la motivación. Con la misma realizó trabajos para BBVA, Unilever y otras empresas.
En ese rol fue contratado como asesor por Mauricio Macri, en momentos en que era jefe de gobierno de la Ciudad de Buenos Aires y aspiraba a ser Presidente de la Nación. Entre otras funciones, fue uno de los colaboradores del blog oficial "informal" del Ejecutivo de la Ciudad de Buenos Aires, Aire y Luz.También dictó el Taller de Entusiasmo financiado por la Escuela de Dirigentes del PRO. Como conclusión de dicho taller, publicó el libro Estamos, que recopila las opiniones de los participantes del taller, respondiendo a preguntas como «¿Qué sentías por Mauricio (Macri) antes de conocerlo y qué sentís ahora?».
Siendo asesor del presidente Macri, en un programa televisivo de 2016 produjo una controversia al ser consultado sobre el acuerdo al que estaba convocando el gobierno a empresarios y sindicatos para evitar los despidos por 90 días, cuando aseguró que «el fantasma de los miles de despidos es falso».Durante la campaña presidencial de 2019, el periodista Facundo Falduto, en una nota de opinión del diario Perfil, lo acusó de banalizar la represión ilegal y la desaparición de personas en la última dictadura, al comparar estas acciones con los llamados "linchamientos mediáticos", al decir "Antes era peor, antes se secuestraba, se torturaba; hoy esa misma fuerza, que es la fuerza que se encarnó en el Proceso, es la que te insulta si firmás una solicitada que no les gusta".
Está casado con Ximena Ianantuoni, junto a quien tiene tres hijos; Andrés, Bruno y Félix.

## Libros
- Filosofía para chicos - Diario de una experiencia (1ª edición). Coquena Grupo Editor-Libros del Quirquincho. 1992. ISBN 978-950-737-109-7.
- Conciencia rockera - La experiencia del mundo (1ª edición). De la Flor. 1993. ISBN 978-950-515-373-2.
- Cómo educar a los padres hoy (1ª edición). Planeta. 1994. ISBN 978-950-742-455-7. En coautoría con Mario Pergolini.
- Saquen una hoja (1ª edición). Planeta. 1995. ISBN 978-950-742-300-0. En coautoría con Mario Pergolini.
- El despertar del joven que se perdió la revolución: una novela sobre la violencia de fin de siglo (1ª edición). Sudamericana. 1998. ISBN 978-950-07-1369-6.[cita requerida]
- Pernicioso vegetal (1ª edición). Sudamericana. 1999. ISBN 978-950-07-1661-1.
- Tirados en el pasto (1ª edición). Sudamericana. 2000. ISBN 978-950-07-1749-6. En coautoría con Andrés Calamaro.
- La filosofía para chicos: ideas para el trabajo en el aula (1ª edición). Santillana. 2001. ISBN 978-950-46-1001-4.
- Argentina impotencia - De la producción de crisis a la producción de país (1ª edición). Libros del Zorzal. 2002. ISBN 978-987-1081-10-3.
- Escuchá qué tema - La filosofía del rock nacional (1ª edición). Planeta. 2003. ISBN 978-950-49-1068-8.
- Bienvenidos a mi (1ª edición). Sudamericana. 2003. ISBN 978-950-07-2413-5.
- Amor y país. Manual de discusiones (1ª edición). Sudamericana. 2005. ISBN 978-950-07-2625-2.
- Pensar para hacer: cómo transformar la filosofía en una experiencia real (1ª edición). Santillana. 2006. ISBN 978-950-46-1731-0.
- Ideas falsas : moral para gente que quiere vivir (1ª edición). México: Océano. 2007. ISBN 9789707773578.
- Hijos sin Dios: cómo criar hijos ateos (1ª edición). Sudamericana. 2007. ISBN 978-950-07-2883-6. En coautoría con Ximena Ianantuoni
- El juego de las definiciones (1ª edición). Teseo. 2007. ISBN 978-987-1354-10-8. En coautoría con Julián Gallo.
- La venganza del oyente (1ª edición). Del Nuevo Extremo. 2008. ISBN 978-987-609-118-3.
- Ganas de vivir (1ª edición). Sudamericana. 2010. ISBN 978-950-07-3291-8.
- De padres e hijos en el ciclo del tiempo (1ª edición). Mardulce. 2012. ISBN 978-987-26965-9-7.
- Estamos (1ª edición). Planeta. 2013. ISBN 978-950-49-3294-9. En coautoría con Marcos Peña.
- La evolución de la Argentina (1ª edición). Mardulce. 2016. ISBN 978-987-3731-24-2.